# Dorfkirche Görlsdorf (Luckau)

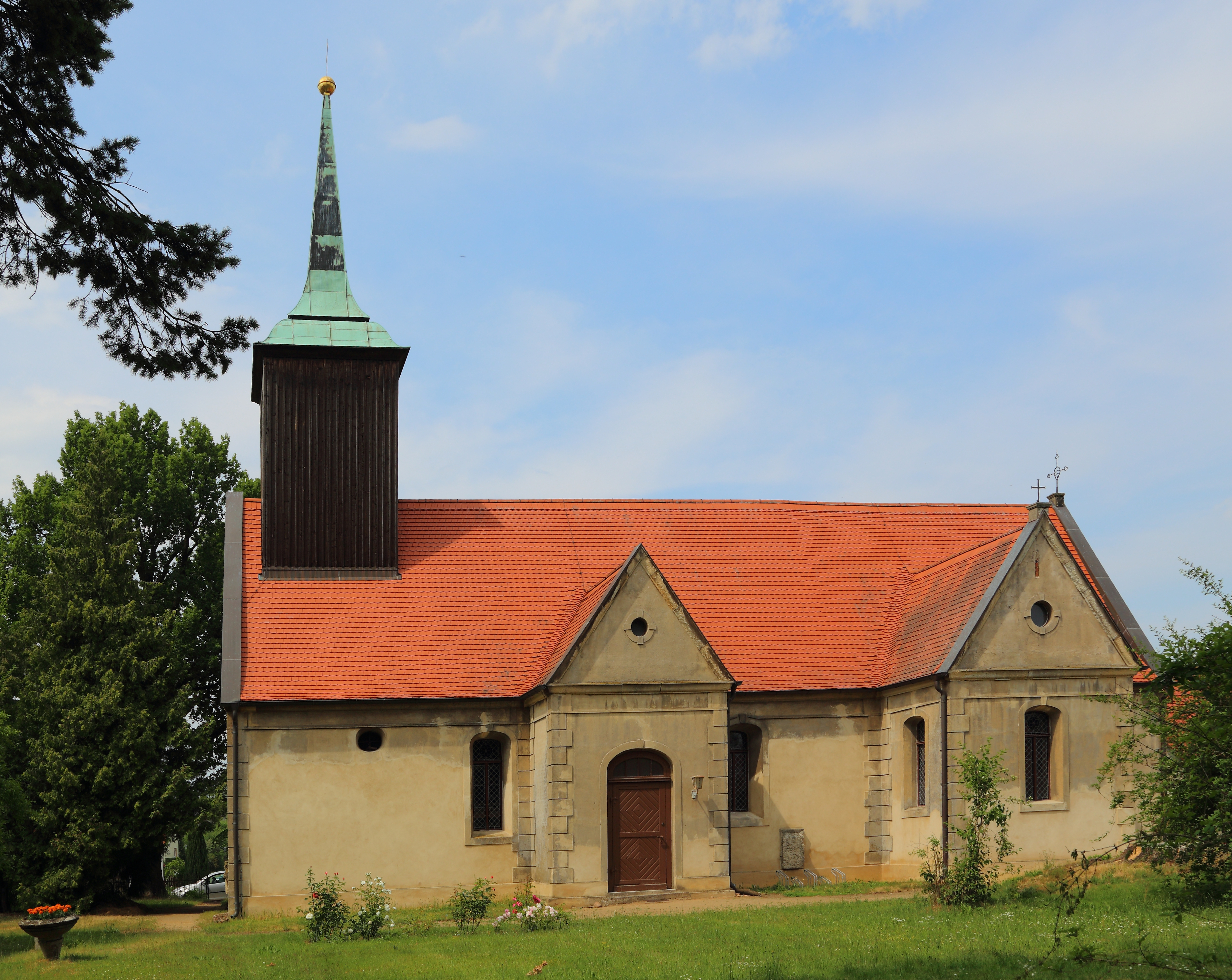
Dorfkirche Görlsdorf (2015)

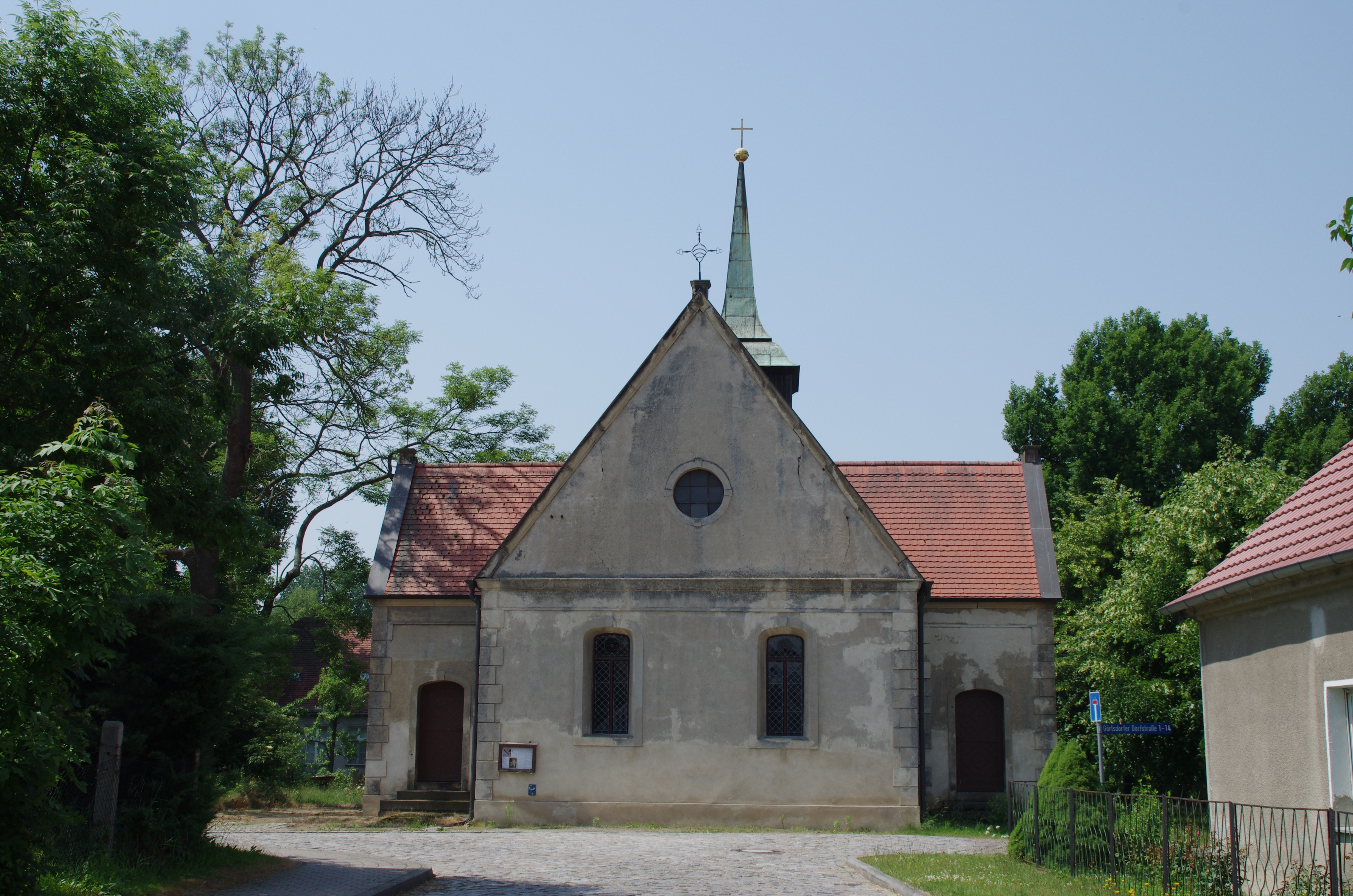
Ostwand des Altarraumes (2013)

Die Dorfkirche Görlsdorf ist das Kirchengebäude im Ortsteil Görlsdorf der Stadt Luckau im Landkreis Dahme-Spreewald in Brandenburg. Es gehört der Kirchengemeinde Frankendorf-Görlsdorf im Pfarrsprengel Görlsdorf des Kirchenkreises Niederlausitz der Evangelischen Kirche Berlin-Brandenburg-schlesische Oberlausitz. Das Gebäude ist als Baudenkmal in der Denkmalliste des Landes Brandenburg erfasst.

## Architektur und Geschichte
Der Kern der Dorfkirche Görlsdorf wurde im 14. Jahrhundert errichtet. In den Jahren 1782 und 1783 wurde der Altarraum nach Osten erweitert, der Anbau weist eine geringere Wandstärke als das Kirchenschiff auf. Um 1891 wurden im Norden und Süden querhausartige Logen angebaut, die der Kirche einen kreuzförmigen Grundriss geben. Der Dachturm wurde 1932 auf dem westlichen Teil des Langhauses aufgesetzt und hat eine Schweifhaube und einen Spitzhelm. Im Jahr 1997 wurde die Kirche saniert und der Turm neu verbrettert.

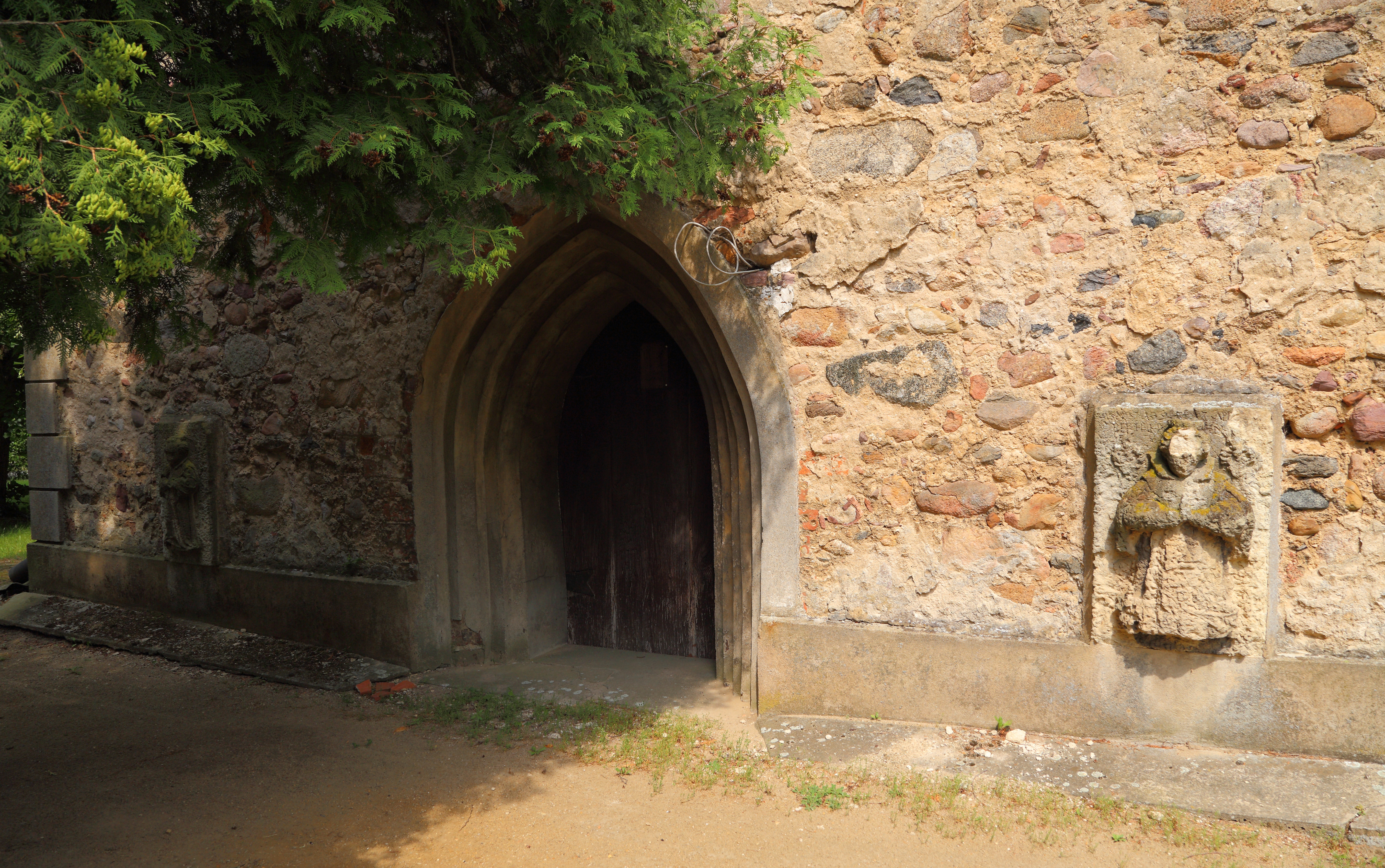
Spitzbogenportal in der Westwand (2015)

Die Kirche ist ein einfacher Saalbau aus Feldsteinmauerwerk. Sie wurde ursprünglich im gotischen Stil errichtet und verfügt über eine spätklassizistische Putzgliederung mit seitlichen Lisenen und Gesimsen. An der Westwand ist das gotische Eingangsportal erhalten, der heutige Haupteingang erfolgt über die südliche Vorhalle. Die sonstigen Öffnungen sind korbbogig mit hervorgehobenen Gewänden und Schlusssteinen. Der Innenraum hat eine flache Putzdecke und eine gekürzte Hufeisenempore.

## Ausstattung
In der Dorfkirche Görlsdorf steht ein Kanzelaltar aus dem Jahr 1785 mit einer steilen Ädikula mit Strahlensonne, neben dem Altar befindet sich ein Pfarrstuhl. Das Taufbecken aus der Zeit um 1900 ist mit Schnitzornamenten versehen. An den Wänden befinden sich Epitaphe aus Sandstein für Hans Adam von Stammer († 1753) und dessen Ehefrau Johanna Eleonora Sophia von Pflugk († 1755) als Vitentafeln mit Rokokorahmen und Ovalgemälden der Verstorbenen. Neben dem Spitzbogenportal an der Außenwand hängen zwei figürliche Kindergrabsteine aus dem 17. Jahrhundert, diese sind stark beschädigt.
Das Geläut wurde 1933 und 1956 bei der Firma Franz Schilling & Söhne in Apolda gegossen. Die Orgel aus dem Jahr 1683 hat einen neugotischen Prospekt; sie ist sanierungsbedürftig und nicht spielbar.